# Sleepless in New York
Sleepless in New York ist ein Dokumentarfilm des Oscar-nominierten Regisseurs und Produzenten Christian Frei aus dem Jahr 2014 und behandelt das Thema Liebeskummer.
Drei Protagonisten werden in ihrem Alltag begleitet, sodass der Zuschauer unmittelbar an ihrem Leid teilnimmt. Die Anthropologin Helen Fisher erklärt dabei, welche Vorgänge im liebeskranken Hirn ablaufen und wie man sich davon befreien kann.

## Helen Fisher
Die Anthropologin Helen Fisher wird von ihren Kollegen auch „Doctor Love“ genannt. Sie blickt in die Hirne von Hochverliebten und soeben verlassenen Menschen hinein und wundert sich über diese „Verrücktheit der Götter“. Sie gilt als führende Expertin in der Biologie der Liebe. Auf keine andere Wissenschaftlerin und ihr Werk wird innerhalb der Liebesforschung so häufig verwiesen wie auf Fisher. Der Spiegel bezeichnet sie als „eine der weltweit bekanntesten Liebesexpertinnen“. Helen Fisher hat fünf Bestseller über die Liebe geschrieben, die in zwanzig Sprachen übersetzt wurden:
- Die vier Typen der Liebe: Wer zu wem passt und warum. Droemer Knaur Verlag, 2009
- Warum wir lieben: die Chemie der Leidenschaft. Patmos Verlag, 2005
- Das starke Geschlecht. Heyne Verlag, 2002
- Anatomie der Liebe. Droemer Knaur Verlag, 1993
- Der Urvertrag. Sexuelle Grundlagen der menschlichen Entwicklung. Lübbe Verlag, 1983

Als weltweit erste Forscherin hat Helen Fisher damit begonnen, das Hirn von Liebeskranken mit einem funktionellen Magnetresonanztomographen zu scannen. Dabei fand sie heraus, dass dieselben Regionen aktiv werden wie bei einer schweren Abhängigkeit von Heroin, Kokain oder Amphetaminen. Und dass Liebeskummer körperliche Schmerzen verursachen kann, vergleichbar mit Zahnschmerzen.

## Zitate aus dem Film
“When he grabbed my hand I could feel my uterus going: Yes, I’m gonna have your babies. I wanna have your babies!”

“If I close my eyes I remember how he smells… That drug… I just want a hit. Just one fix of that smell…”

“When you get rejected in love you still continue to love this person. In fact you love them even harder.”

“Why am I passing by her house almost every night? Sometimes I even park on her street. Why do I do this?”

## Zitat Regie
«Ich mag es, neues Terrain zu betreten, auch gefährliches. Mein bekanntester Film spielt im Krieg. Und ich habe im Weltall, in Kuba und Afghanistan und auf wirklich schwierigem Terrain gedreht. Da, wo Filmen eigentlich unmöglich scheint. Ich dachte: Vielleicht kann man diesen akuten Zustand von Liebeskrankheit im Film dokumentieren. Wir hängten überall in New York Flyer auf: Have you been rejected in love and can't let go?»

## Festivals und Auszeichnungen
- Visions du Réel Internationales Dokumentarfilmfestival Nyon 2014
- Hot Docs Internationales Dokumentarfilmfestival Canada 2014
- DOK.fest Internationales Dokumentarfilmfestival München 2014
- PLANETE + DOC Filmfestival Warschau 2014
- DOCVILLE Internationales Dokumentarfilmfestival Belgien 2014